# 富沢駅
富沢駅（とみざわえき）は、宮城県仙台市太白区富沢四丁目にある、仙台市地下鉄南北線の駅である。駅番号はN17。南北線の終点で、「カメイアリーナ仙台前」の副駅名が付けられている。
駅の南に富沢車両基地があり、当駅で出入庫が行われる。

## 歴史

### 駅名について
- 開業前の仮称は「泉崎駅」[1]。ただし当駅は、「富沢長町土地区画整理事業」に伴う1981年の住居表示実施より前の「富沢字下ノ内」「富沢字下ノ内前」「大野田字五反田」「大野田字塚田」にまたがって位置する[2]。住居表示実施以前において泉崎を含む地名はいずれも当駅から北側に離れており、「富沢字泉崎前」「富沢字泉崎東」「富沢字泉崎浦」があった[2]。これらを各々一部含む地区に住居表示によって泉崎1丁目および2丁目が名付けられている[2]。
- 1914年（大正3年）開業の秋保石材軌道（→秋保電気軌道→秋保電気鉄道→仙南交通秋保線）にも富沢駅があったが、1935年（昭和10年）に西多賀駅に改称している（北緯38度13分15秒 東経140度51分25.4秒 / 北緯38.22083度 東経140.857056度）。西多賀駅は後に廃駅となり、現在は「新道西多賀」バス停となったが、当該バス停のすぐ北側には「富沢」バス停も所在する。

### 年表

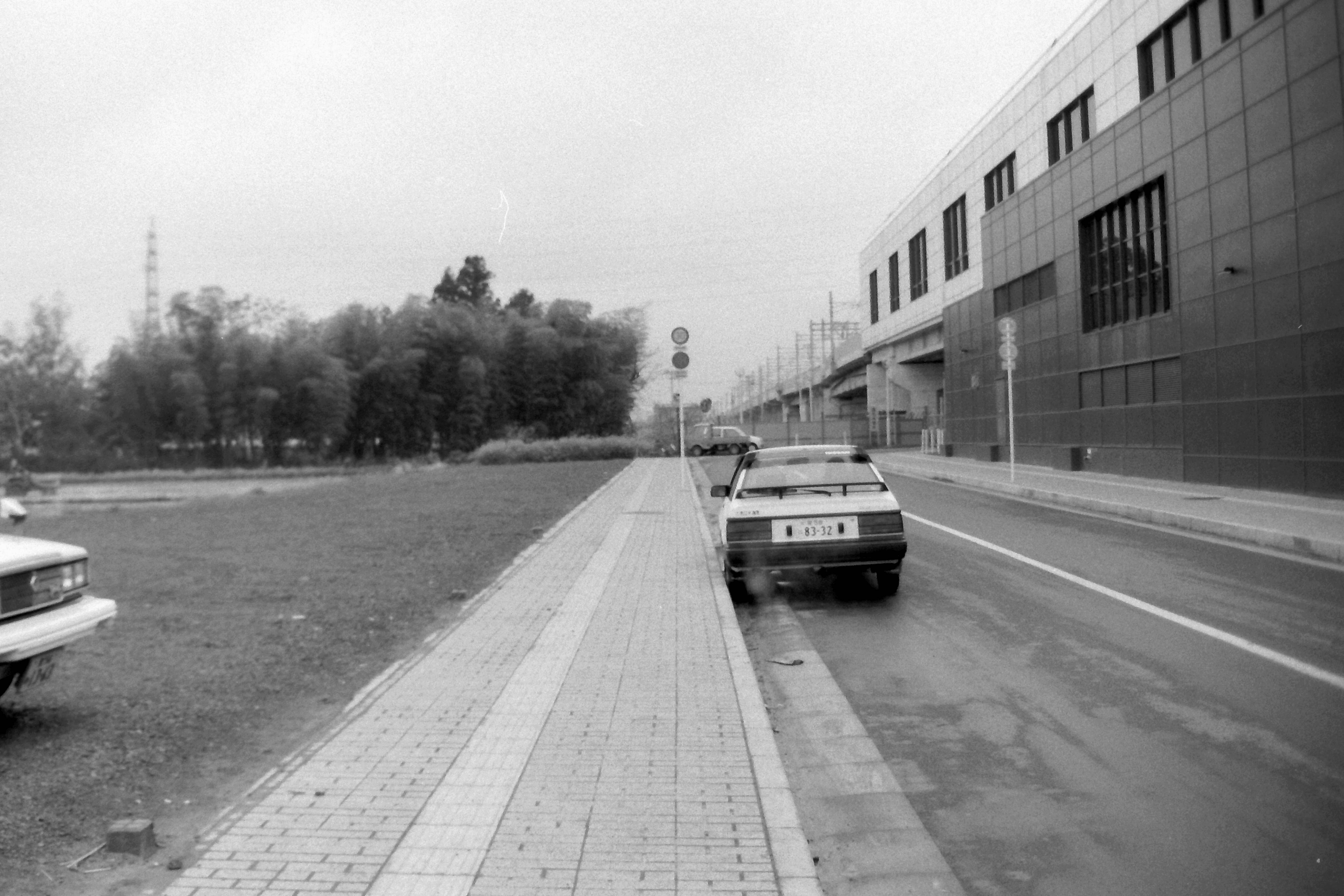
1989年5月撮影の当駅東口駅前。写真の片側1車線の道路は「仙台市道太白2594 大野田五丁目自転車歩行者専用道路10号線」等に転用され、また「富沢駅歩行者立体横断施設」も設置された。

- 1973年度（昭和48年度） - 「富沢長町土地区画整理事業」が始まり、後の長町南駅と当駅との間の146.9haが80.4億円の総事業費で整備が始まった（1983年度まで）[3]。
- 1981年（昭和56年）7月6日 - 住居表示が実施され、「仙台市富沢字下ノ内前38-1」が「仙台市富沢4丁目2-22」になった[4]。
- 1985年度（昭和60年度） - 「大野田富沢土地区画整理事業」が始まり、後の当駅と富沢車両基地との間の東側18.0haが20.5億円の総事業費で整備が始まった（1990年度まで）[3]。
- 1987年（昭和62年）7月15日 - 開業[5]。
- 1989年（平成元年）4月1日 - 仙台市の政令指定都市移行に伴い、住所が「仙台市太白区富沢4丁目2-22」になった。
- 1994年度（平成6年度） - 「富沢駅南土地区画整理事業」が始まり、当駅と富沢車両基地との間の西側33.2haが64.7億円の総事業費で整備が始まった（2000年度まで）[3]。
- 1995年（平成7年）1月 - 「富沢駅周辺土地区画整理事業」が始まり、当駅周囲を含む48.3haが約302億円の総事業費で整備が始まった（2021年度まで）[6][7]。
- 1997年（平成9年） - 「富沢駅周辺土地区画整理事業」の造成工事着工[8]。
- 2006年（平成18年）12月18日 - 出入庫線で脱線事故が生じ、当駅 - 富沢車庫間が不通となる。
- 2009年（平成21年）
  - 9月9日 - エレベーターを改札内に新設。あわせて西1出口を新設し、従来の出口を北1出口と改称。
  - 10月17日 - 可動式ホーム柵の運用開始（仙台市地下鉄の駅で初）[9]。
  - 12月24日 - 新設の「富沢駅歩行者立体横断施設[8]」の運用開始と共に、同施設に直結する東1出口が運用開始[10]。
- 2014年（平成26年）
  - 3月 - 東口駅前広場が完成[8][11]。
  - 12月6日 - IC乗車券「icsca」導入[12]。
- 2016年（平成28年）10月22日 - 「富沢駅周辺土地区画整理事業」の竣工式典が開催された[7]。
- 2019年（令和元年）9月26日 - セブン銀行ATM設置[13]。

## 駅構造

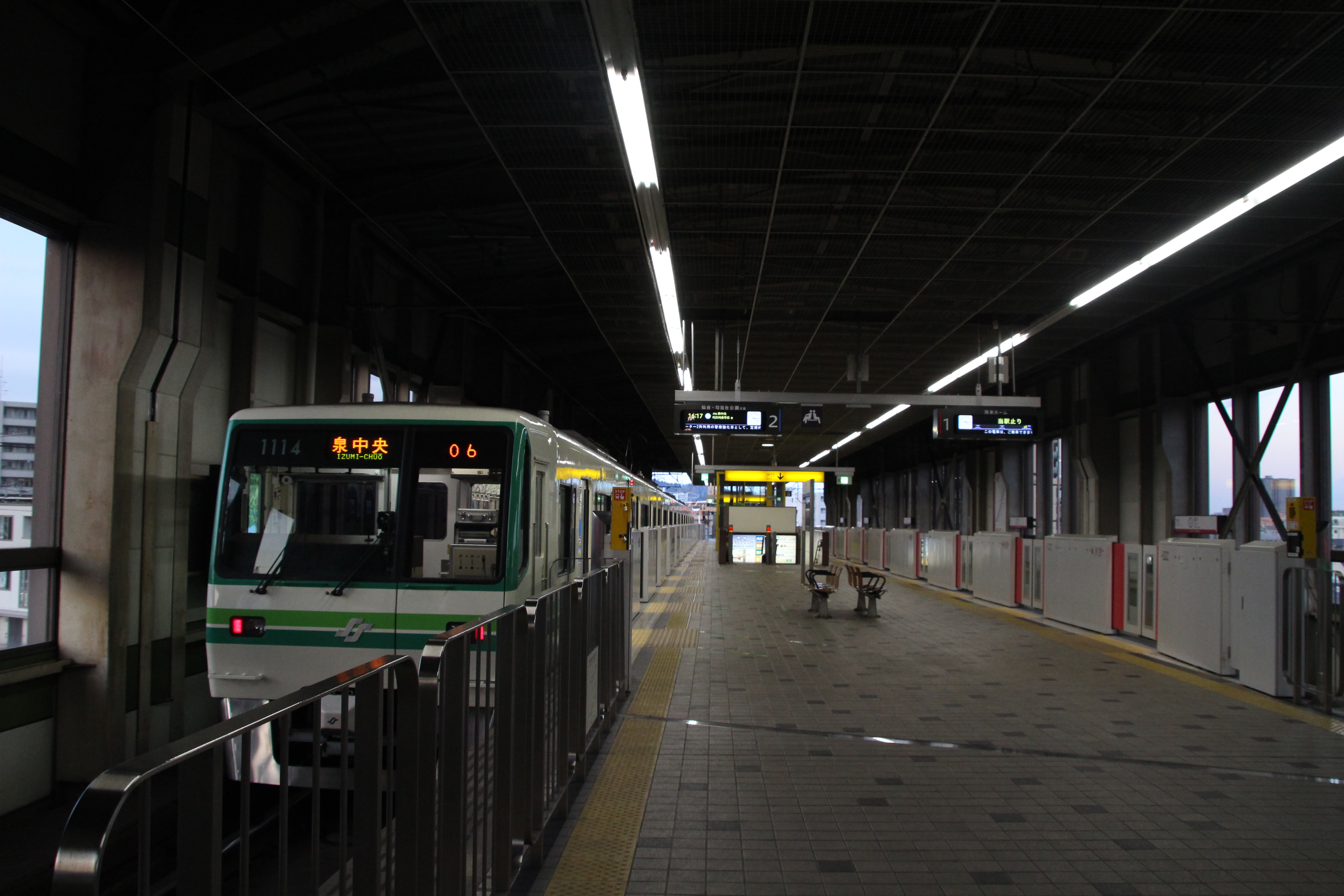
ホーム（2025年1月）

島式ホーム1面2線を有する高架駅で、南で名取川の支流、笊川に面する。改札口が2階、ホームは3階にある。泉中央駅と異なり泉中央方に渡り線が無く、片方は降車専用ホームとなっているので電車がそのまま折り返すことはない。1番線を発車した列車は富沢車両基地方面に進み、出入庫線と平行する引上線で折返したのち、数分後に泉中央行として2番線に入線する。
2008年から2009年にかけて改良工事が実施され、改札口が1階から2階へ移設されたほか、出入口の増設、駅前ロータリーの新設などが行われた。また、それまで改札外に設置されていたホーム階へのエレベーターも移設され、改札内からホーム階へ移動するよう改められた。

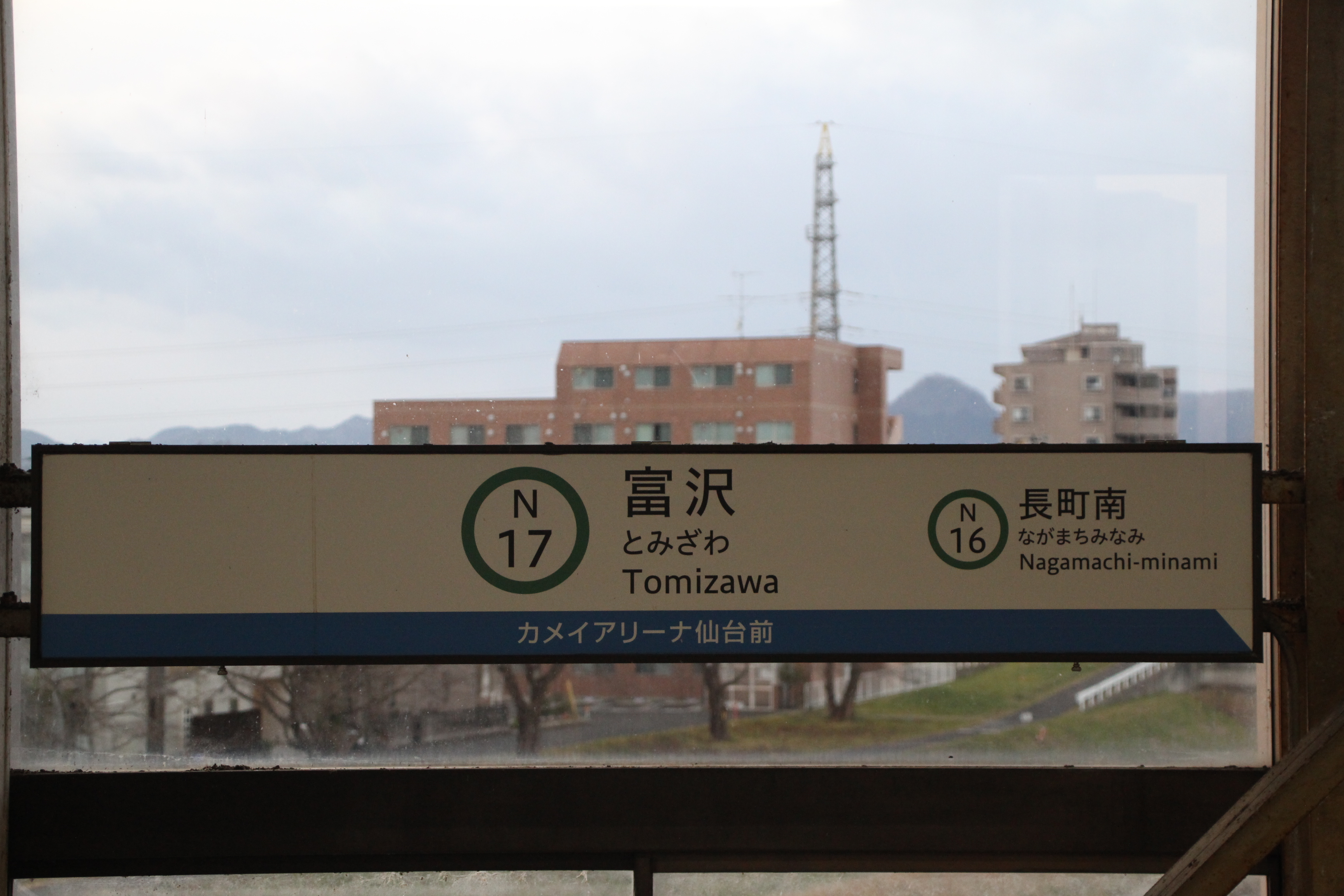
駅名標

### のりば
| 1 | ■ 南北線 |  | 降車ホーム       |  |
| 2 | ■ 南北線 |  | 仙台・泉中央方面 |  |

## 利用状況
| 乗車人員推移 | 乗車人員推移     |
| 年度         | 一日平均乗車人員 |
| ------------ | ---------------- |
| 2002         | 5,403            |
| 2003         | 5,433            |
| 2004         | 5,620            |
| 2005         | 5,769            |
| 2006         | 5,688            |
| 2007         | 5,420            |
| 2008         | 5,309            |
| 2009         | 5,238            |
| 2010         | 5,247            |
| 2011         | 5,616            |
| 2012         | 5,929            |
| 2013         | 6,112            |
| 2014         | 6,216            |
| 2015         | 6,635            |
| 2016         | 6,958            |
| 2017         | 7,325            |
| 2018         | 7,614            |
| 2019         | 7,698            |
| 2020         | 6,380            |
| 2021         | 6,876            |
| 2022         | 7,362            |
| 2023         | 8,013            |

- 2023年度（令和5年度）
  - 一日平均乗車人員：8,013人[14]

年度別一日平均乗車人員の推移（単位：人/日）

## 駅周辺

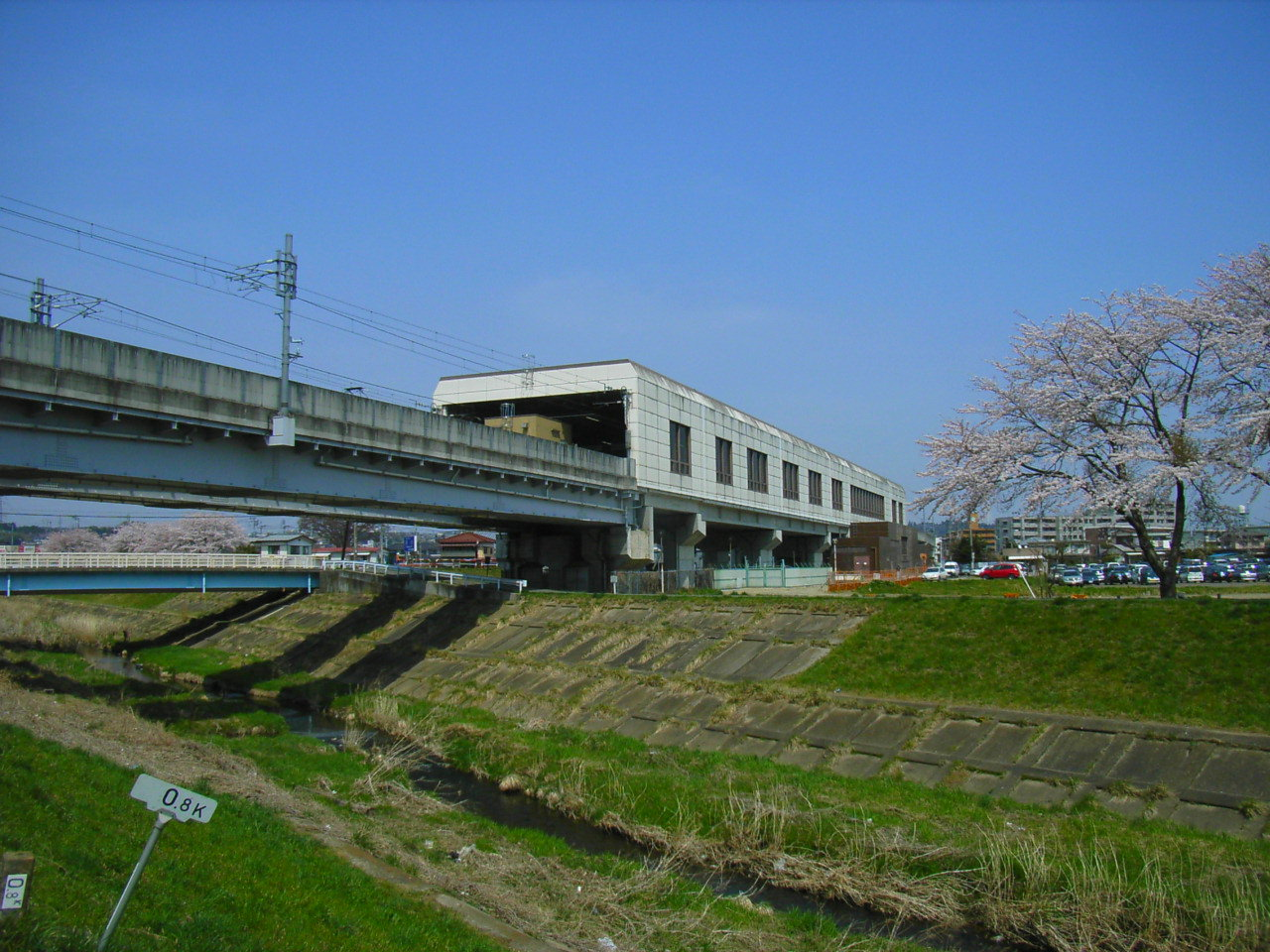
笊川と駅（2005年4月）

線路は駅から約400m北で地下に入る。南では高架の線路が笊川を越えて車両基地に向かう。駅の東が大野田、西が富沢で、平地の住宅地である。
周辺は複数の土地区画整理事業が段階的に施行されている。うち、当駅周辺は開業から遅れること7年後の1994年に「富沢駅周辺土地区画整理事業」が開始された。当駅は利用者が少ない状態が続いていたが、2011年の東北地方太平洋沖地震（東日本大震災）後、長町駅から当駅までの沿線は「ホットエリア」と呼ばれるほど不動産取引が活発化し、新規の「富沢駅西土地区画整理事業」では震災の影響による住宅需要の高まりも見込んで計画が進められた。駅の西側では2017年以降、アクロスプラザやフレスポなどの商業施設の進出が続いている。
- カメイアリーナ仙台
- 仙台市電保存館
- 仙台市富沢市民センター
- 仙台富沢郵便局
- 仙台大野田郵便局
- 仙台市水道局
- 仙台市立大野田小学校
- 仙台市立富沢小学校
- 仙台市立富沢中学校
- 七十七銀行富沢支店
- きらやか銀行富沢支店
- イオンタウン仙台富沢
- 七十七銀行泉崎支店
- 山形銀行泉崎支店
- 仙台農業協同組合西多賀支店

## バス路線
東口にバスプールが設置されており、宮城交通の長町ループバス「ながまちくん」、郡山富田線が乗り入れている。

## 隣の駅
仙台市地下鉄
■南北線
長町南駅 (N16) - 富沢駅 (N17)